# Сибилла Анжуйская
Сибилла Анжуйская (фр. Sibylle d'Anjou (ок. 1112/1116—1165, Вифания, Иерусалимское королевство) — графиня Фландрии, неоднократно во время отсутствия мужа исполнявшая обязанности регентши Фландрии.

## Родословная
Отец Сибиллы — Фульк V (1092 — 10 ноября 1143/13 ноября 1144), граф Анжу и Тура 1109—1129, граф Мэна 1110—1129, король Иерусалима с 1131; мать — Ирменгарда (Эрембурга) (ум. 1126), графиня Мэна с 1110.

## Браки и дети
В 1123 году Сибилла вышла замуж за Вильгельма Клитона — единственного сына нормандского герцога Роберта Куртгёза и законного наследника Нормандии. Будучи внуком и последним законным потомком по мужской линии Вильгельма Завоевателя, Клитон неоднократно пытался завладеть английским престолом.
Фульк V Анжуйский, выдав за Вильгельма Клитона свою дочь Сибиллу, передал ему графство Мэн. Однако противник Клитона английский король Генрих I убедил папу римского аннулировать этот брак, ссылаясь на запрещённую степень родства между новобрачными. Фульк V Анжуйский выступил против принятия этого решения и не давал своего согласия, пока папа римский Гонорий II не пригрозил отлучить его от церкви и наложил интердикт на Анжу. В результате этот брак был аннулирован буллой папы римского в 1124 году. После этого Сибилла отправилась вместе со своим отцом — опытным полководцем, крестоносцем — в Иерусалимское королевство, где тот, будучи к этому времени вдовцом, женился на Мелисенде, наследнице королевства, и в 1131 году сам стал королём.

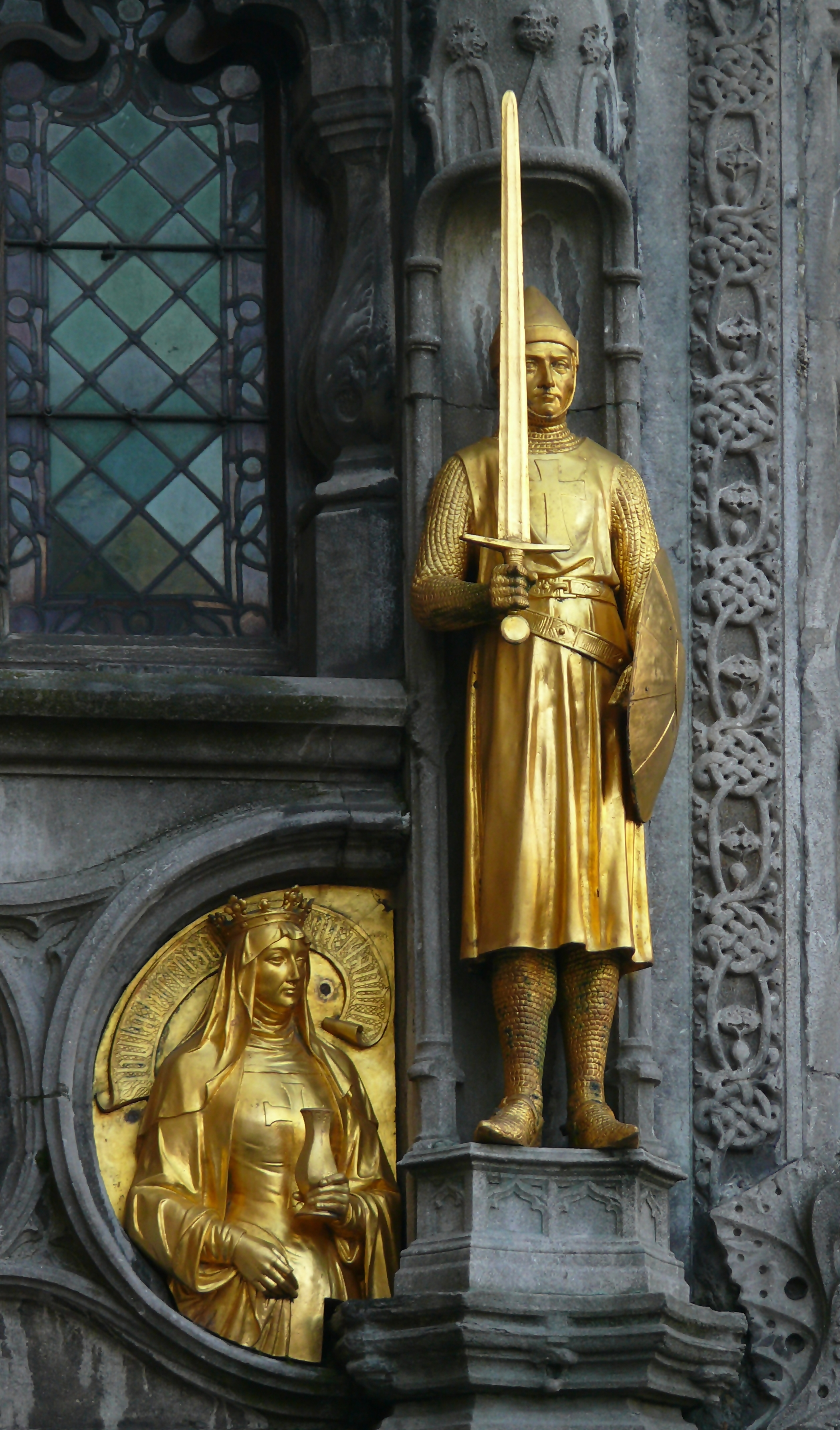
Статуя Тьерри Эльзасского. В медальоне рядом Сибилла Анжуйская. Базилика Святой крови в Брюгге

В 1139 году Сибилла во второй раз вышла замуж за Тьерри, графа Фландрии, прибывшего в своё первое паломничество на Святую Землю. Вместе с новым мужем она вернулась во Фландрию, и во время его отсутствия во Втором крестовом походе, будучи беременной, Сибилла правила графством.
Предъявлявший права на Фландрию граф Бодуэн (Балдуин) IV Строитель (1108—1171) в 1147 году попытался опять захватить графство, воспользовавшись тем, что супруг Сибиллы — граф Тьерри Эльзасский — отправился в Крестовый поход. Но попытка закончилась ничем: Сибилла отразила нападение и провела контратаку на земли нападавшего в Эно, захватив при этом богатую добычу. В ответ Балдуин разорил Артуа. Архиепископ Реймса вмешался в конфликт и перемирие было подписано, однако Тьерри всё же отомстил Болдуину, вернувшись из похода в 1149 году.
В 1157 году Сибилла отправилась вместе с мужем в третье паломничество. После прибытия в Иерусалим, она рассталась с Тьерри Эльзасским и отказалась вернуться с ним домой. Сибилла стала монахиней монастыря св. Марии и Марфы в Вифании.
Умерла Сибилла в монастыре в Вифании и была похоронена в аббатстве святого Лазаря.
В браке с Тьерри Эльзасским родились:
- Бодуэн (ум. до 1154)
- Филипп I (ок. 1136 — 1 июля 1191), граф Фландрии (с 1168), граф де Вермандуа (по праву жены; 1167—1185)
- Матье (ок. 1137 — 25 декабря 1173), граф Булони (с 1160)
- Пьер (ок. 1140 — 1176), епископ Камбре (1167—1173), регент в графстве Невер (с 1176)
- Гертруда (ум. после 1176); 1-й муж (ок. 1155 — развод до 1162): Гумберт III Савойский (1136 — 4 марта 1189), граф Морьенна и Савойи; 2-й муж (с после 1158): Гуго III д'Уази (ум. 29 августа 1189), шателен Камбре
- Маргарита I (ок. 1145 — 15 ноября 1194), графиня Фландрии (с 1191); 1-й муж (с ок. 1160 — признан не свершившимся): Рауль II (1145 — 17 июня 1176), граф де Вермандуа; 2-й муж (с апреля 1169) Бодуэн (Балдуин) V (1150 — 17 декабря 1195), граф Эно
- Матильда (ум. ок. 24 марта 1194), аббатиса Фонтевро (в 1187).